# Az Zaydiyah (huyện)
Huyện Az Zaydiyah là một huyện thuộc tỉnh Al Hudaydah, Yemen. Đến thời điểm năm 2003, huyện này có dân số 95048 người